# Араб (мифология)
Араб или Арабий (др.-греч. Ἀράβιος) — персонаж древнегреческой мифологии. Эпоним народа арабов.
В античной литературе существуют две отличные друг от друга версии о происхождении персонажа эпонима народов арабов. Согласно произведениям «Каталог женщин» Гесиода и «География» Страбона был сыном бога Гермеса и Фронии, дочери царя Египта Бела. Страбон, на основании того, что Араб упомянут у Гесиода и Стесихора, произведения которого не сохранились, делает вывод, что Аравия называлась так ещё во время их жизни (VIII—VII века до н. э.). Отец Кассиопеи, матери жены Персея Андромеды
В изложении Плиния Старшего, Араб — сын Аполлона и Вавилонии, которому приписывали изобретение медицины.